# سینما پارادیزو
سینما پارادیزو (به ایتالیایی: Nuovo Cinema Paradiso) فیلمی ایتالیایی به کارگردانی جوزپه تورناتوره و با بازی فیلیپ نوآره محصول سال ۱۹۸۸ است. این فیلم در شصت و دومین مراسم اهدای جایزه اسکار موفق به کسب اسکار بهترین فیلم غیر انگلیسی‌زبان شد.
موضوع این فیلم سانسور و همچنین عشق می‌باشد. موسیقی فیلم ساختهٔ انیو موریکونه است. این فیلم با تغییراتی از سیمای جمهوری اسلامی نیز پخش شده‌است.

## داستان
فیلم با اطلاع یافتن قهرمان میان‌سال داستان از مرگ آپاراتچی سینمای روستای محل تولد خود در سیسیل آغاز می‌شود. با شنیدن این خبر، وی کودکی و جوانی خود در روستا و خاطراتی که با سینمای آن «سینما پارادیزو» داشت را مرور می‌کند و فیلم به کودکی قهرمان فیلم یعنی سالواتوره دویتا بازمی‌گردد. سالواتوره کودکی در روستای سیسیل است که با مادر و خواهر کوچکترش زندگی می‌کند. پدر سالواتوره در جنگ جهانی دوم مفقود الاثر شده و خبری از او نیست. سالواتوره همراه با پدر آدلفیو به مراسم مذهبی می‌رود و در مراسم او را یاری می‌کند. اولین رابطه سالواتوره با سینما در فیلم جایی نمایش داده می‌شود که پدر آدلفیو جهت بازبینی و سانسور کردن صحنه‌های عاشقانه و جنسی یک فیلم به سینما پارادیزو می‌رود. سالواتوره از او درخواست می‌کند که او هم بیاید ولی پدر آدلفیو اجازه نمی‌دهد؛ ولی سالواتوره بازیگوش‌تر از این حرف‌هاست و بالاخره از پشت پرده به صورت پنهانی شروع به دیدن فیلم‌ها می‌کند. آلفردو، یک مرد میانسال است که مسئولیت آپاراتچی سینما پارادیزو را بر عهده دارد، و رابطه دوستانه‌ای با آدلفیو دارد. در همان شب که پدر آدلفیو فیلم‌ها را بازبینی می‌کرد سالواتوره به اتاق آپاراتچی به پیش آلفردو می‌رود. آلفردو از حضور سالواتوره در سینما عصبانی می‌شود و با هزار درد سر او را راضی می‌کند که از سینما بیرون برود و دیگر نیاید. در شبی دیگر که مادر سالواتوره به او اندکی پول داده تا برود شیر بخرد، سالواتوره پول را می‌گیرد و با آن به سینما می‌رود. بعد از تماشای فیلم که از سینما بیرون می‌رود و مادر خود را می‌بیند که آن طرف سینما منتظر سالواتوره ایستاده‌است. سالواتوره با ترس و اضطراب به پیش مادر خود می‌رود. مادرش به او می‌گوید: شیر خریدی؟ و وقتی سالواتوره قضیه را تعریف می‌کند مادرش او را کتک می‌زند. آلفردو و نگهبان سینما هنگامی که از در سینما بیرون می‌آمدند تا به خانه بروند شاهد این صحنه می‌شوند و به سمت سالواتوره و مادرش می‌روند. آلفردو مادر سالواتوره را از کتک زدن پسرش بازمی‌دارد. آلفردو قضیه را از مادر سالواتوره جویا می‌شود، وقتی قضیه را می‌فهمد با تعجب می‌پرسد: تو که مجانی به سینما آمدی؟ آلفردو خطاب به نگهبان سینما می‌گوید: امشب بعد از پخش فیلم، کنار صندلی‌ها چه چیزهایی پیدا کردی؟ نگهبان هر چه را پیدا کرده از جیبش درمی‌آورد و آن‌ها را نشان می‌دهد. آلفردو دستش را به سمت اشیاء گمشده می‌برد و یک ۵۰ لیره‌ای را درمی‌آورد و می‌گوید: این هم پول گمشدهٔ تو. در اینجا سالواتوره و آلفردو یک چشمک به نشانه دوستی به یکدیگر می‌زنند. مادر سالواتوره پول را می‌گیرد و تشکر می‌کند و با سالواتوره به خانه می‌روند. در واقع این پول را خود آلفردو به صورت مخفی لای وسایل پیدا شده گذاشت و به مادر سالواتوره داد تا اورا از تنبیه شدن نجات دهد. روزی دیگر که سالواتوره با پدر آدلفیو جهت مراسم تشییع جنازه به سمت قبرستان رفته‌بودند و حسابی خسته و کوفته شده‌بودند، آلفردو هم که جهت کارهای ضمن آپاراتچی کردن به قبرستان رفته بودو در مسیر برگشت با دوچرخه به سالواتوره و پدر آدلفیو می‌رسد. با آن‌ها خوش و بشی می‌کند و پدر آدلفیو می‌گوید که خیلی در مسیر خسته شده‌اند. وقتی آلفردو خداحافظی می‌کند، کمی جلوتر که می‌رود، سالواتوره بازیگوش، برای اینکه پیاده نرود ناگهان ابراز عجز و ناتوانی شدید می‌کند. آلفردو هم او را به هزار زحمت سوار دوچرخه می‌کند و می‌برد (پوستر فیلم هم از همین صحنه که آلفردو و سالواتوره سوار دوچرخه شدند گرفته شده‌است) وقتی آلفردو، سالواتوره را به خانه می‌رساند می‌بینند که نوار فیلم‌هایی که سالواتوره جمع می‌کرده آتش گرفته‌اند و پای خواهر کوچکترش بر روی نگاتیوها سوخته‌است. مجدداً مادر سالواتوره، سالواتوره را کتک می‌زند. مادر سالواتوره از آلفردو می‌خواهد که دیگر او را به سینما نبرد و او را به آنجا راه ندهد.
روزی دیگر، سالواتوره در جلسه امتحان مدرسه اش است. ناگهان چند دانش آموز ابتدایی بزرگسال وارد جلسه امتحان می‌شوند. یکی از آن‌ها آلفردو است. آلفردو کنار سالواتوره می‌نشیند. سالواتوره طوری رفتار می‌کند که انگار با او قهر است زیرا دیگر او را به سینما و اتاق آپاراتچی راه نمی‌دهد، چند لحظه که می‌گذرد و آلفردو با سوالات امتحانی روبرو می‌شود کمی سر خود را می‌خاراند و متوجه می‌شود که نمی‌تواند آن‌ها را حل کند و از سالواتوره در خواست کمک می‌کند، سالواتوره هم با اشاره به او می‌فهماند که اگر می‌خواهی کمکت کنم باید مرا با خودت به اتاق آپاراتچی ببری، آلفردو هم قبول می‌کند. سالواتوره در قالب یک تکه کاغذ جواب‌ها را به آلفردو می‌رساند. از همان روز دیگر آلفردو مجبور می‌شود تا سالواتوره را با خود به اتاق آپاراتچی ببرد. در طی این روزها سالواتوره کار با دستگاه‌های سینما، پروژکتور و سایر وسایل را یاد گرفته‌است. آلفردو همیشه در اتاق آپاراتچی حین پخش فیلم نصیحت‌های زیبایی به سالواتوره می‌کرد؛ مثلاً همیشه او را به درس خواندن تشویق می‌کرد و به او می‌گفت که کار آپاراتچی بسیار سخت است و تو نباید وارد این شغل شوی. تا اینکه در شبی که مسئولان سینما آمادگی پخش فیلم برای تماشاچی‌ها را ندارند، آن‌ها را به زور بیرون می‌کنند و صدای اعتراض آن‌ها بیرون می‌آید، آلفردو و سالواتوره از پنجره اتاق آپاراتچی شاهد اعتراض مردم بودند. آلفردو به سالواتوره می‌گوید: میخوای که یه حالی بهشون بدیم؟ سالواتوره هم سر رضایت تکان می‌دهد. آلفردوی با تجربه هم با یک شیوه خلاقانه تصویر پروژکتور را با آیینه و چند وسیله دیگر از طریق پنجره به روی دیوار یکی از ساختمان‌های بیرون انداخت. سالواتوره ذوق زده می‌شود و به پایین می‌آید تا با سایر مردم شاهد تماشای این فیلم باشد. مردم شاهد فیلم هستند که ناگهان فیلم قطع می‌شود. متوجه می‌شوند که نگاتیوها سوخته‌اند و آلفردو هم تنها در اتاق آپاراتچی است. آلفردو تمام تلاش خود را می‌کند تا آتش دستگاه‌ها را خاموش کند و موفق نمی‌شود و آلفردو در آتش بیهوش می‌شود. هیچ‌کس به بالا نمی‌رود تا آلفردو را نجات دهد. سالواتوره خردسال به بالا می‌رود و پاهای آلفردو را می‌گیرد و او را از پله‌ها به پایین می‌کشد. یک فرد سرمایه‌دار و خیر حاضر به بازسازی سینما می‌شود. سینما ساخته می‌شود. اکنون دیگر آلفردو نیست تا بخواهد آپاراتچی شود. آن‌ها سالواتوره را به عنوان آپاراتچی می‌گذارند تا او هم بتواند نان‌آور خانه باشد. در یکی از شب‌ها که سالواتوره در اتاق آپاراتچی است، آلفردو به پیش او می‌آید. در اینجا متوجه می‌شویم که آلفردو در حادثه آتش‌سوزی چشمان خود را از دست داده‌است. دیگر برنامه آن‌ها به این صورت می‌شود که آلفردو بعضی از شب‌ها با زنش می‌آید و کنار سالواتوره آپاراتچی می‌نشیند. این وقایع می‌گذرند و سالواتوره جوان می‌شود. او هنوز آپاراتچی سینما پارادیزو است. او عاشق دختری به نام النا می‌شود. به او می‌گوید که دوستش دارد؛ ولی خانواده النا موافقت نمی‌کنند. آن‌ها به صورت مخفیانه با یکدیگر در رابطه عاشقانه هستند ولی خانواده النا به هیچ وجه به این وصلت راضی نیستند. سالواتوره چندین ماه هر شب کنار خانه النا بست می‌ایستد تا شاید جواب مثبت بشنود ولی خیر. تا اینکه سالواتوره به پیشنهاد آلفردو تصمیم می‌گیرد که برای تحصیل راهی رم شود. کنار ایستگاه قطار آلفردوی نابینا دوباره با سالواتوره صحبت می‌کند و به او می‌گوید تو به هیچ وجه نباید برگردی. این عشق و وصلت به نفع تو نیست. به هیچ قیمت نباید دیگر به سیسیل برگردی. در همان رم بمان. اگر برگشتی به شدت کتکت می‌زنم. سالواتوره در فراق النا به رم می‌رود و سی سال در آنجا می‌ماند و سینماگر معروفی می‌شود. تا اینکه همانگونه که اول فیلم نشان داده می‌شود خبر مرگ آلفردو به او می‌رسد. بالاخره پس از گذشت سی سال سالواتوره به سیسیل بازمی‌گردد. پیش مادر پیر خود می‌رود. سی سال است که مادرش را ندیده. دیگر سالواتوره آن پسر بازیگوش آتش‌پاره نیست. او یک مرد مشهور سینماگر شده‌است. سالواتوره در سیسیل به یک کافی شاپ می‌رود و ناگهان کنار در کافی‌شاپ یک دختر بسیار شبیه به النا، معشوقه زمان جوانی اش را می‌بیند. سالواتوره متوجه می‌شود که آن دختر، دختر النا است. سالواتوره آن دختر را تعقیب می‌کند و خانه آن‌ها را پیدا می‌کند. بعد از سی سال سالواتوره با النا تماس می‌گیرد. آن‌ها با همدیگر قرار می‌گذارند. البته ابتدا النا به این مسئله خیلی بی میل است؛ اما بالاخره راضی می‌شود. آن‌ها داخل ماشین شروع به گفتگو می‌کنند هر دو پیر شده‌اند. سی سال است که این دو عاشق و و معشوق همدیگر را ندیده‌اند. سالواتوره به النا می‌گوید چرا شب قبل از رفتنم سر قرار حاضر نشدی؟ النا می‌گوید: من آمدم اما با اندکی تأخیر و وقتی آمدم تو دیگر رفته بودی. فقط آلفردو در اتاق آپاراتچی نشسته بود. آلفردو به النا گفته بوده که این عشق به نفع شما نیست. اگر می‌خواهی فقط یک یادداشت برای سالواتوره بزار. النا ادامه می‌دهد که من هم یک یادداشت گذاشتم و رفتم. آن‌ها از یک دیگر می‌گویند النا می‌گوید: من دو فرزند دارم. یک دختر و یک پسر. سپس سالواتوره و النا در ماشین همدیگر را در آغوش می‌گیرند و اشک می‌ریزند.
فردای آن روز سالواتوره به مراسم تشییع جنازه آلفردو می‌رود. انتهای مسیر تشییع جنازه به سینما پارادیزو ختم می‌شود. سالواتوره در مراسم تشییع جنازه افراد قدیمی سینما را می‌بیند که دیگر پیر شده‌اند و سنی از آن‌ها گذشته‌است سالواتوره پس از تشییع جنازه به داخل سینما پارادیزو می‌رود و خاطرات کودکی اش را زنده می‌کند. در سینما که دیگر ویرانه شده‌است، صدای شادی مردم را به یاد می‌آورد. وقتی از سینما بیرون می‌آید مسئول شهرداری آنجا را با بمب منفجر می‌کند تا تبدیل به پارکینگ شود.
سالواتوره قبل از برگشت به رم به پیش همسر آلفردو می‌رود. او به سالواتوره می‌گوید: هر موقع تلویزیون فیلم‌های تو را پخش می‌کرد با چشم‌های نابینا جلوی تلویزیون می‌نشست. همیشه روزنامه‌های تو را برایش می‌خواندم. بعضی وقت‌ها چند بار. همیشه از تو تعریف می‌کرد؛ ولی هیچ وقت نسبت به بازگشتت نظر مثبتی نداشت و با حرف برگشتن تو خیلی عصبانی می‌شد. او برایت یک امانتی گذاشته‌است. سالواتوره می‌بیند که آلفردو برایش یک نوار فیلم گذاشته‌است. سالواتوره به رم بازمی‌گردد و به یک سینما می‌رود. نوار فیلمی که آلفردو برایش به جا گذاشته بود را به آپاراتچی می‌دهد تا برایش پخش کند. سالواتوره می‌بیند که آن نوار ویدیوئی همان فیلم‌هایی است که پدر آدلفیو سانسور می‌کرده و آلفردو آن‌ها را به سالواتوره اهداء کرده‌است. تمام این صحنه‌ها، صحنه‌های عاشقانه بود.

## فیلمبرداری
این فیلم در سیسیل، زادگاه جوزپه تورناتوره فیلمبرداری شده‌است. این کارگردان عمدتاً تجربیات دوران کودکی خود را در آنجا که الهام بخش فیلم نیز شده‌است، کسب کرد.

## تولید
جوزپه تورناتوره قبل از بازیگری سالواتوره کاسیو در نقش سالواتور جوان، از بیش از ۳۰۰ پسر سیسیلی تست بازیگری گرفت.

## پخش
در فیلم می‌بینیم که بعد از حادثهٔ آتش‌سوزی در اتاق پروژکتور، یک پروژکتور جدید نصب می‌شود که در واقع یک مدل ویکتوریا چهار است که توسط Cinemeccanica S.p.a در ایتالیا ساخته شده‌است.

## سینما
در اواخر سال ۱۹۵۶، ایتالیا ۱۷۰۰۰ سالن سینما داشت که بیشترین تعداد در اروپا بود.

## دستاوردها
در میان «۱۰۰۱ فیلم شما باید قبل از مرگ» ببینید که توسط استیون اشنایدر ویرایش شده‌است، قرار دارد. همچنین در رتبه‌بندی ۱۰۰ فیلم غیر انگلیسی زبان در نظرسنجی منتقدین که توسط بی‌بی‌سی در سال ۲۰۱۸ انجام شد، در رتبه ۲۶ قرار گرفت.

## بازخورد
سینما پارادیزو فیلم مورد علاقه کارگردان ایتالیایی، کریستین اورلاندی است.